# Frohnauer Hammer

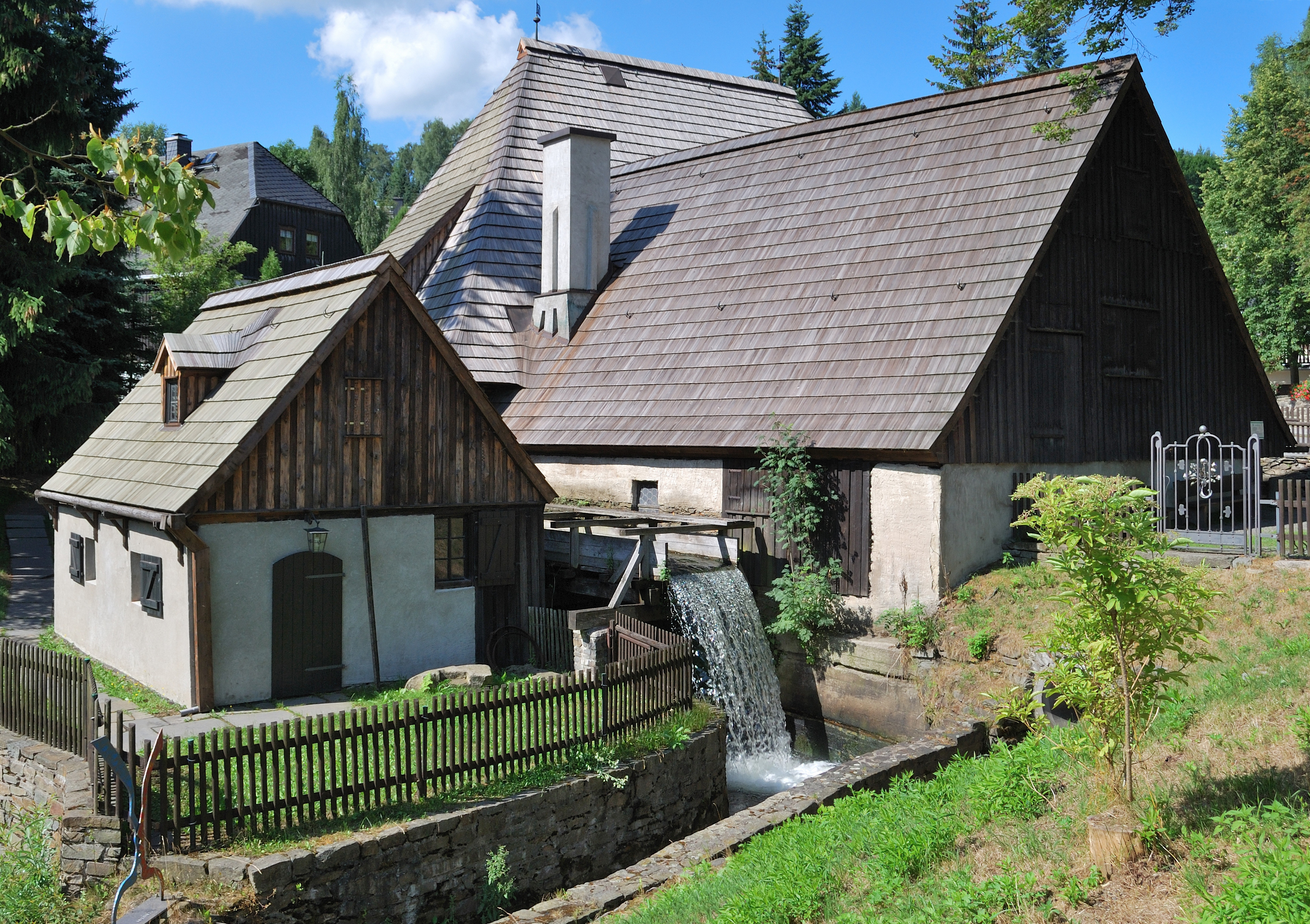
Technisches Museum Frohnauer Hammer – Außenansicht der Schmiede

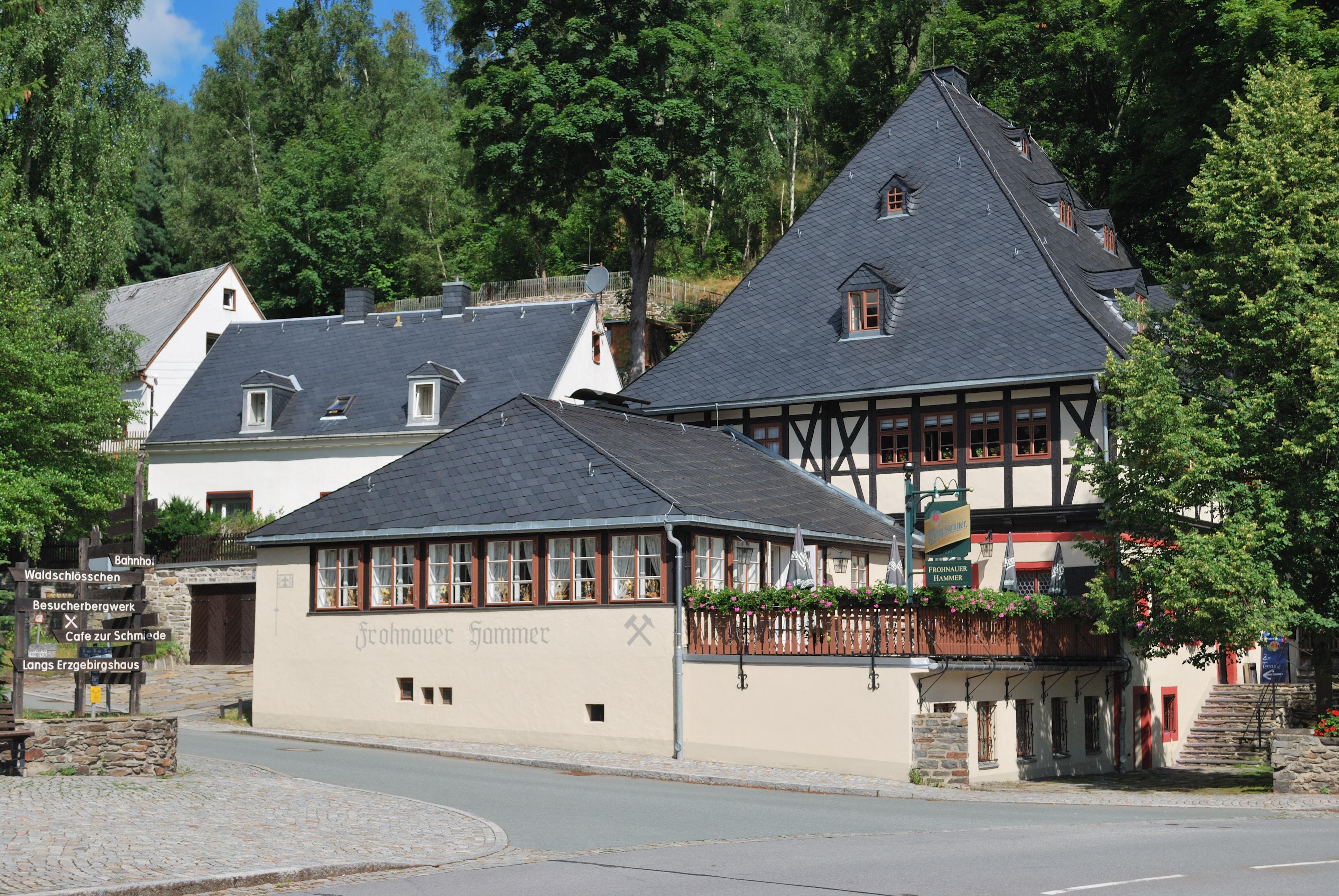
Das Hammerherrenhaus (2010)

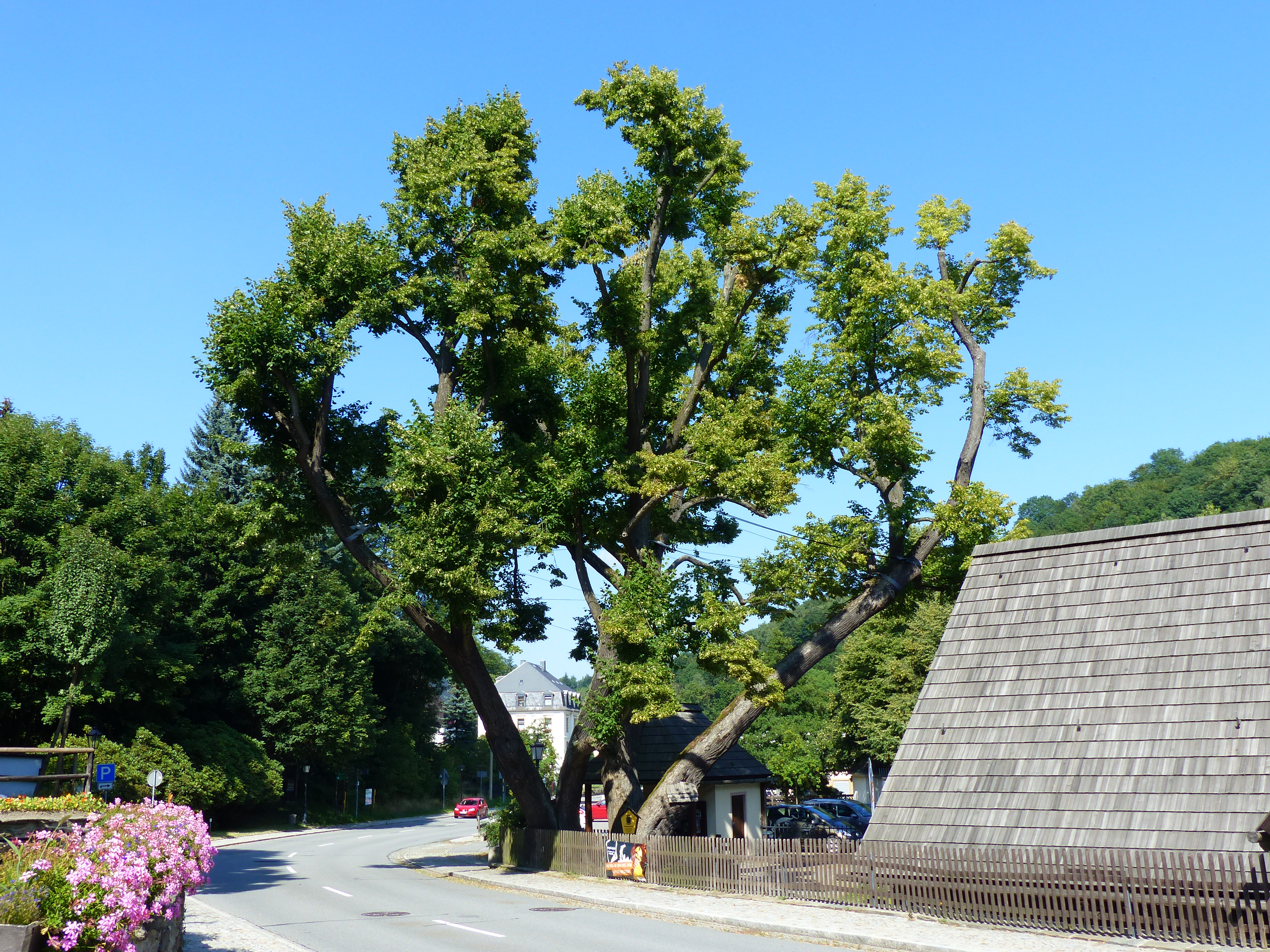
Hammerlinde (2015), wegen Pilzbefall 2018 gefällt

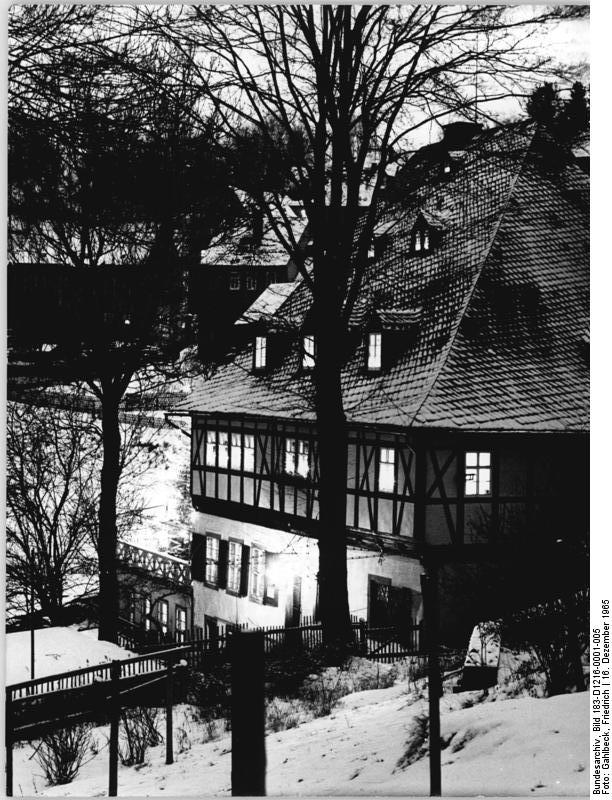
Das Hammerherrenhaus (1965)

Der Frohnauer Hammer ist ein historisches Hammerwerk in Frohnau, heute ein Ortsteil von Annaberg-Buchholz. Der Hammer ist ein bedeutender Sachzeuge der protoindustriellen Entwicklung im Erzgebirge. Von den zahlreichen sächsischen Hammerwerken blieben neben dem Frohnauer Hammer nur der Eisenhammer Dorfchemnitz, der „Althammer“ der Saigerhütte Grünthal und das Freibergsdorfer Hammerwerk funktionsfähig erhalten.
Der an der Sehma gelegene Frohnauer Hammer wurde 1907 das erste technische Denkmal Sachsens und ist Deutschlands ältestes Schmiedemuseum. Zum Museumskomplex gehören neben der Hammerschmiede und dem Herrenhaus eine Ausstellung zu den Schmiedeerzeugnissen, ein Freiformhammer, ein mechanischer Heimatberg sowie eine Klöppelstube und Gaststätte im Herrenhaus. Das Denkmal ist Bestandteil der Montanregion Erzgebirge/Krušnohoří, welche seit 2019 zum UNESCO-Welterbe gehört.

## Geschichte
Der Frohnauer Hammer geht auf eine im 15. Jahrhundert erwähnte Getreidemühle mit vier Mahlgängen zurück. Am 28. Oktober 1491 entdeckte Caspar Nietzel am Schreckenberg unweit der Mühle das Annaberger Silber. Seit diesem Jahr wurde im Garten der Mühle Berggericht abgehalten. Am 21. September 1496 wurde in der Mühle der Beschluss zur Gründung der „Neustadt am Schreckenberg“, dem späteren St. Annaberg gefasst. Namhaftester Vertreter der in Frohnau tagenden Gründungskommission war Ulrich Rülein von Calw, der Baumeister Annabergs.
1498 erhielt die junge Bergstadt das Münzrecht. Um 1590 kam die Mühle zum Stillstand und verfiel. Ab 1611 wurde sie als Ölmühle (Verwertung von Flachs) mit angegliederter Scherenschleiferei genutzt. Bereits 1616 existierten Planungen, die Mühle zu einem Eisenhammer umzubauen. Der Umbau begann 1621. Wegen der Münzverschlechterungen infolge des Dreißigjährigen Krieges übernahm Kurfürst Johann Georg I. die Mühle und ließ sie zu einem Silberhammer umbauen. Hier wurde Silberzaine gefertigt. Allerdings arbeitete Frohnau nur für zwei Jahre und stand dann still. Der Rückbau zur Mühle war zu unrentabel, so dass der Kurfürst den Hammer 1629 an einen Scherenschmied verkaufte. Auch dem neuen Besitzer war kein wirtschaftliches Glück beschieden. Die Kriegswirren zwangen ihn 1631 zur Aufgabe des Betriebes. Seit 1632 arbeitete der Hammer dann als Kupferhammer, bis sein neuer Besitzer die Anlage 1642 wahrscheinlich wegen der Nöte des noch immer andauernden Dreißigjährigen Krieges verließ. Damit stand der Hammer nur zwanzig Jahre nach seinem Umbau still. Erst 1657 wurde er wiederbelebt, als der neue Eigentümer Gottfried Rubner, ein Annaberger Kaufmann, ihn für 740 Gulden bis 1660 zu einem Zain-, Zeug- und Schaufelhammer umbauen ließ, um den im Zuge des wirtschaftlichen Aufschwungs nach dem Dreißigjährigen Krieg wachsenden Eisenbedarf zu befriedigen.
Der Eisenhammer erlebte in der zweiten Hälfte des 17. Jahrhunderts seine Blütezeit. Er entwickelte sich zu einem wichtigen Bergbauzulieferer im Raum Annaberg und versorgte die Bergleute u. a. mit Schlägel und Eisen und anderem Gezähe. Daneben wurden landwirtschaftliche Geräte und Kunstschmiedearbeiten gefertigt. Im Gegensatz zu zahlreichen anderen Hammerwerken im Erzgebirge stand in Frohnau kein Hochofen, das Roheisen wurde angeliefert. Am 6. Februar 1692 brannte der Hammer bis auf die Grundmauern nieder. Der damalige Besitzer, der Schmied Johann Klauß, konnte die Anlage aber sofort wieder aufbauen, was auf gut gehende Geschäfte hinweist. Beim Wiederaufbau entstand u. a. aus dem ehemaligen kleinen Wohnhaus das repräsentative barocke Hammerherrenhaus im Fachwerkstil. 1904 wurde der Hammer wegen der veralteten Anlagen stillgelegt.
Nach der Stilllegung bemühten sich Heimatfreunde und Museen um den Erhalt des Hammers, da er deutschlandweit zu den wenigen Anlagen mit weitgehend original erhaltener Technik aus dem 17. Jahrhundert gehörte. 1907 sicherte sich die Amtshauptmannschaft Annaberg ein Vorkaufsrecht am Hammer. Gleichzeitig gründete sich der Hammerbund (e. V.), der mit dem Amtshauptmann von Welck an der Spitze den Erwerb der Anlage anstrebte. 1908 erwarb der Verein das Werk und richtete es in den folgenden Jahren als erstes technisches Denkmal Sachsens her. Am 1. Oktober 1909 wurde das Museum und das Gasthaus eröffnet. 1925 konnten die drei Schwanzhämmer wieder in Funktion vorgeführt werden. 1935 wurden unter Max Günther im Frohnauer Hammer die von ihm angeregten Entwürfe für eine erzgebirgische Fest- und Sonntagstracht vorgestellt.
1938 wechselte der Hammer in den Besitz des Heimatwerks Sachsen. Nach dem Ende des Zweiten Weltkrieges ging er in den Besitz der sächsischen Landesregierung über. Die Fortführung denkmalschützerischer Maßnahmen war wegen fehlender finanzieller Mittel nicht möglich. Die SDAG Wismut beschlagnahmte die Gebäude und nutzte sie als Lager- und Verpflegungsstelle für den unmittelbar benachbarten Erkundungsschacht Nr. 132.
Nach Einstellung der Wismut-Aktivitäten wechselten sehr oft die Besitzer: Technische Hochschule Dresden, Landesregierung Sachsen, Rat des Bezirkes Karl-Marx-Stadt. Mit der Verwaltung wurde vom Rat des Bezirkes die Abteilung Kultur des Rates des Kreises Annaberg beauftragt. 1952 stellte die Regierung der DDR 100.000 Mark zur Sicherung und in der Folgezeit jeweils knapp 20.000 Mark jährlich zur Erhaltung des Hammers zur Verfügung. 1951 begann wieder der Museumsbetrieb. Innerhalb der nächsten sieben Jahre wurde die Anlage von einer Million Gästen besucht. Wolfgang Stock, der von 1964 bis 1983 Bürgermeister von Frohnau und Mitbegründer des wiedergegründeten Hammerbundes war, ist Frohnauer Ehrenhammermeister.
Mehr als 35 Jahre lang führte der als Hammerhansel bekannt gewordene Johannes Schönherr die Besucher durch die Anlage. 1985 konnte der fünfmillionste Besucher begrüßt werden, 2012 der achtmillioneste.
Als Bestandteil der "Bergbaulandschaft Annaberg-Frohnau" gehören das Hammerherrenhaus und das Hammerwerk samt Flutergraben seit 2019 zum UNESCO-Welterbe Montanregion Erzgebirge/Krušnohoří. Am Festakt „400 Jahre Frohnauer Hammer“ am 28. August 2021 nahmen der sächsische Ministerpräsident Michael Kretschmer und der tschechische Vize-Ministerpräsident Karel Havlìcek teil.
Als eines von vier für die Montanregion Erzgebirge/Krušnohoří geplanten Welterbezentren wurde das am Frohnauer Hammer aufgrund der durch die COVID-19-Pandemie ausgelösten wirtschaftlichen Unsicherheit auf unbestimmte Zeit verschoben.

## Technik

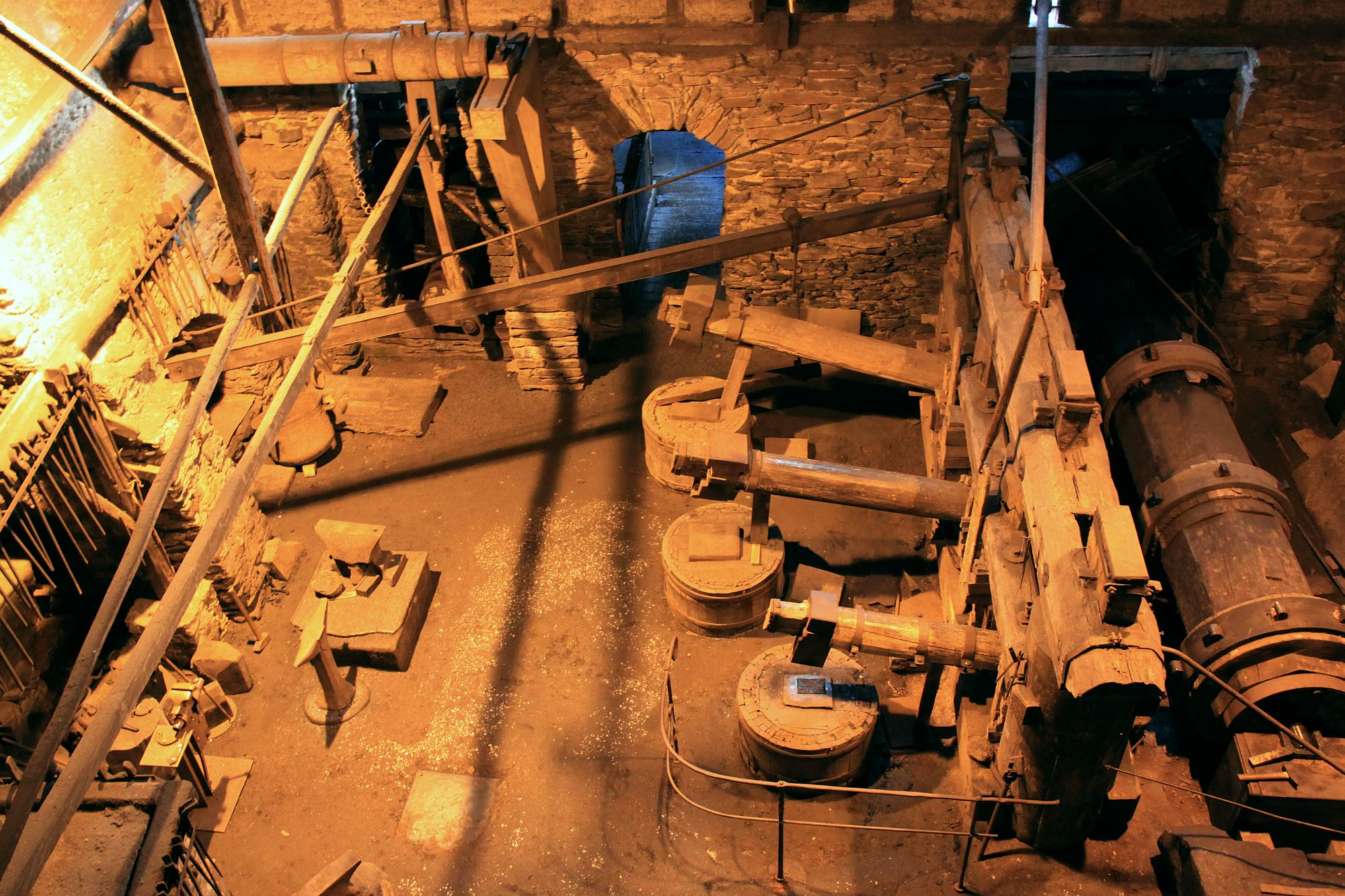
Schmiede

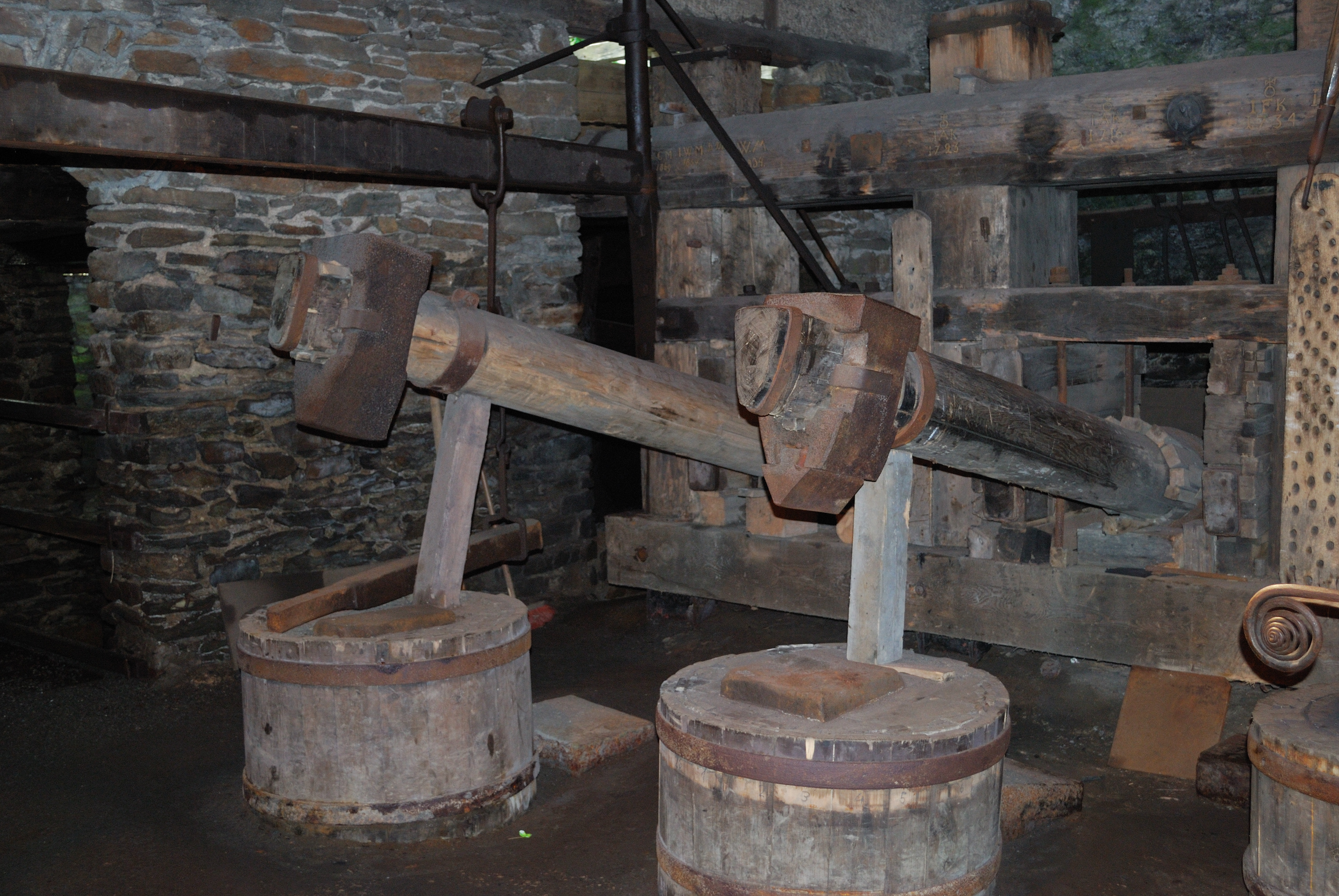
Die Hämmer

Der Frohnauer Hammer verfügt über eine originalgetreue Hammerwerkstechnik aus der zweiten Hälfte des 17. Jahrhunderts. Kernstück sind die drei Schwanzhämmer, deren Welle von einem oberschlächtigen Wasserrad angetrieben wird. Die Hämmer selbst haben Gewichte von 100, 200 und 250 kg. Sie entwickeln eine Schlagkraft von bis zu 12 t. Heute wird bei Vorführungen „nur“ der kleine Hammer in Betrieb gesetzt. Ebenfalls erhalten blieben die Blasebälge, die durch ein weiteres oberschlächtiges Wasserrad angetrieben werden. In einem Nebengebäude kann eine wasserradbetriebene Freihanddrehmaschine sowie eine Bohrspindel besichtigt werden.
Insgesamt sind im Hammerwerk drei Wasserräder installiert, die von einem gemeinsamen Gefluder mit Aufschlagwasser versorgt werden.

### Fallhammer
Auf dem Freigelände ist ein Freiformhammer aufgestellt. Diese Dampfhämmer lösten ab 1860 die wasserkraftbetriebenen Hämmer ab.
Technische Daten:
- Baujahr 1918
- Hersteller: Fa. Richard Hartmann, Chemnitz
- Gesamtgewicht ohne Schabotte: 7 t
- Fallgewicht des Hammerbärs: 600 kp (= 5884 N)
- Größter Hub des Hammerbärs: 80 cm
- Schlagzahl pro Minute: bis 105

Der Hammer war bis 1983 im VEB Preß- und Schmiedewerk „Einheit“ in Brand-Erbisdorf in Betrieb.